# TT333
La tombe thébaine TT 333 est située à Dra Abou el-Naga, dans la nécropole thébaine, sur la rive ouest du Nil, face à Louxor en Égypte.
C'est la sépulture d'un inconnu, durant le règne d'Amenhotep III (XVIIIe dynastie).